# Paul Vigay
Paul Vigay (24 tháng 10 năm 1964 – 20 tháng 2 năm 2009) là một nhà tư vấn máy tính người Anh, đáng chú ý vì đã làm việc trong việc phát triển và hỗ trợ phần mềm RISC OS và được mệnh danh là chuyên gia hàng đầu về UFO và vòng tròn đồng ruộng.

## Tiểu sử
Vigay sinh ngày 24 tháng 10 năm 1964 tại Croydon. Ông nhập học Trường Horndean ở Waterlooville, đạt điểm 10 O. Việc ông sử dụng máy tính BBC B vào lúc đó đã dẫn đến sự quan tâm suốt đời đối với máy tính. Ông đã chỉnh sửa phần Acorn của tạp chí trực tuyến Micronet 800 vào cuối những năm 1980 và tiếp tục hỗ trợ người dùng hệ điều hành RISC OS sau khi Micronet 800 rút lui. Ông là kỹ thuật viên máy tính cao cấp tại Trường Cộng đồng Bohunt trong nhiều năm, duy trì mạng LAN hơn 300 máy tính để bàn quanh trường, cho đến khi ông làm việc cho Argonet ISP từ năm 1995 đến năm 2005 khi ông mở Orpheus Internet để phục vụ khách hàng trước đây của Argonet và tiếp tục hỗ trợ cho người dùng RISC OS. Ông cũng là một lập trình viên máy tính lành nghề, tạo ra một ứng dụng chống vi-rút và một ứng dụng dự đoán xổ số bằng cách sử dụng phân tích thống kê, trong số những người khác cùng ngành. Theo BBC News, Vigay có hứng thú lâu dài với UFO, ma ám và huyền bí và lần đầu tiên dính líu đến hiện tượng vòng tròn đồng ruộng vào năm 1990 trong khi phát triển thiết bị để phát hiện dòng điện phía sau tường và sàn nhà. Ông đã đóng góp nghiên cứu cho bộ phim năm 2002 mang tên Signs.

## Cái chết
Thi thể của Vigay được tìm thấy ngoài bãi biển Portsmouth vào ngày 20 tháng 2 năm 2009 sau khi được báo cáo mất tích vào tối hôm trước. Cảnh sát nói rằng vẫn chưa rõ liệu Vigay có tự tử hay chết bất đắc kỳ tử. Theo một phiên tòa tại Tòa án Điều tra Portsmouth, Vigay đã chia tay với cô bạn gái tên là Andrea Smith vào đêm ông qua đời. Smith đã tìm thấy một ghi chú ngắn mà Vigay để lại có nội dung "Tôi yêu em", và bao gồm mã điện thoại và mật khẩu máy tính của Vigay. Tờ báo The Telegraph của Anh đưa tin rằng một nhân viên điều tra đã gọi cái chết của ông là một "bí ẩn". Ông được chôn cất tại Khu South Downs Natural Burial Site nằm gần Petersfield.